# 권한대행
권한대행(權限代行, acting)은 법에 따르면, 누군가가 영구적으로 자신의 직책을 수행하지 않는 경우 다른 실체가 해당 직책을 수행하는 것이다. 직위가 아직 공식적으로 만들어지지 않았거나, 해당 직위를 일시적으로만 점유하고 있거나, 권한이 없거나, 역할을 수행하려는 사람이 무능한 경우가 이에 해당할 수 있다.

## 사업
조직은 교체가 결정되기 전에 해당 직위를 맡은 사람이 해당 직위를 떠날 경우 임시 CEO 지정을 포함한 승계 계획을 마련하는 것이 좋다. 예를 들어, 이사회의 수석 이사가 이사회가 새로운 CEO를 찾을 때까지 CEO의 책임을 맡도록 지정될 수 있다.

## 정치
정치의 권한대행 직위의 예로는 시장 (행정가) 대행, 주지사 대행, 대통령, 총리 대행 등이 있다. 대리 직위에 있는 공무원은 때때로 적절하게 임명된 공무원의 모든 권한을 갖지 못하며, 종종 적절한 공무원의 대리인이거나 가장 오랫동안 재직한 하급자이다. 대리직에 배치된다는 것은 그 대리자가 상사나 동료로부터 신뢰를 받고 있으며 영구적으로 그 자리에 선택될 가능성이 높다는 것을 나타내는 좋은 지표이다.

## 같이 보기
- 섭정